# Roger Mason
Roger Phillip Mason jr. (Washington, 10 settembre 1980) è un ex cestista statunitense, professionista nella NBA e in Europa.

## Carriera
È stato selezionato dai Chicago Bulls al secondo giro del Draft NBA 2002 (31ª scelta assoluta).
Con gli Stati Uniti ha disputato le Universiadi di Pechino 2001.

## Statistiche

### College
| Anno      | Squadra            | PG | PT | MP   | TC%  | 3P%  | TL%  | RP  | AP  | PRP | SP  | PP   |
| --------- | ------------------ | -- | -- | ---- | ---- | ---- | ---- | --- | --- | --- | --- | ---- |
| 1999-2000 | Virginia Cavaliers | 31 | 11 | 21,3 | 43,0 | 28,6 | 81,8 | 2,2 | 1,3 | 1,0 | 0,2 | 7,6  |
| 2000-2001 | Virginia Cavaliers | 29 | 28 | 32,0 | 47,6 | 44,2 | 88,4 | 3,7 | 2,5 | 1,1 | 0,5 | 15,7 |
| 2001-2002 | Virginia Cavaliers | 29 | 29 | 36,1 | 40,9 | 36,7 | 88,1 | 3,2 | 4,1 | 0,9 | 0,4 | 18,6 |
| Carriera  | Carriera           | 89 | 68 | 29,6 | 43,6 | 37,5 | 86,9 | 3,0 | 2,6 | 1,0 | 0,4 | 13,8 |

### NBA

#### Regular Season
| Anno      | Squadra           | PG  | PT  | MP   | TC%  | 3P%  | TL%  | RP  | AP  | PRP | SP  | PP   |
| --------- | ----------------- | --- | --- | ---- | ---- | ---- | ---- | --- | --- | --- | --- | ---- |
| 2002-2003 | Chicago Bulls     | 17  | 0   | 6,6  | 35,5 | 33,3 | 100  | 0,7 | 0,7 | 0,2 | 0,0 | 1,8  |
| 2003-2004 | Chicago Bulls     | 3   | 0   | 14,3 | 9,1  | 16,7 | -    | 1,0 | 1,0 | 0,3 | 0,0 | 1,0  |
| 2003-2004 | Toronto Raptors   | 23  | 3   | 12,4 | 35,6 | 36,4 | 86,4 | 1,2 | 1,0 | 0,4 | 0,3 | 4,0  |
| 2006-2007 | Wash. Wizards     | 62  | 0   | 7,9  | 33,0 | 32,4 | 87,5 | 0,7 | 0,6 | 0,2 | 0,1 | 2,7  |
| 2007-2008 | Wash. Wizards     | 80  | 9   | 21,4 | 44,3 | 39,8 | 87,3 | 1,6 | 1,7 | 0,5 | 0,2 | 9,1  |
| 2008-2009 | San Antonio Spurs | 82  | 71  | 30,4 | 42,5 | 42,1 | 89,0 | 3,1 | 2,1 | 0,5 | 0,1 | 11,8 |
| 2009-2010 | San Antonio Spurs | 79  | 5   | 19,2 | 38,9 | 33,3 | 79,4 | 2,1 | 1,7 | 0,4 | 0,2 | 6,3  |
| 2010-2011 | N.Y. Knicks       | 26  | 0   | 12,3 | 33,8 | 36,4 | 70,0 | 1,7 | 0,8 | 0,2 | 0,1 | 2,9  |
| 2011-2012 | Wash. Wizards     | 52  | 0   | 13,4 | 39,9 | 38,3 | 77,8 | 1,3 | 0,9 | 0,3 | 0,1 | 5,5  |
| 2012-2013 | N.O. Hornets      | 69  | 13  | 17,7 | 43,3 | 41,5 | 90,7 | 1,9 | 1,1 | 0,4 | 0,2 | 5,3  |
| 2013-2014 | Miami Heat        | 25  | 2   | 10,4 | 37,3 | 35,4 | 100  | 0,9 | 0,8 | 0,2 | 0,0 | 3,0  |
| Carriera  | Carriera          | 518 | 103 | 17,7 | 40,8 | 38,3 | 86,6 | 1,7 | 1,3 | 0,4 | 0,1 | 6,3  |

#### Playoffs
| Anno     | Squadra           | PG | PT | MP   | TC%  | 3P%  | TL%  | RP  | AP  | PRP | SP  | PP  |
| -------- | ----------------- | -- | -- | ---- | ---- | ---- | ---- | --- | --- | --- | --- | --- |
| 2007     | Wash. Wizards     | 4  | 0  | 14,0 | 43,8 | 50,0 | 83,3 | 0,5 | 0,3 | 0,3 | 0,0 | 6,0 |
| 2008     | Wash. Wizards     | 6  | 0  | 21,5 | 40,4 | 23,5 | 75,0 | 0,8 | 1,0 | 0,5 | 0,2 | 8,0 |
| 2009     | San Antonio Spurs | 5  | 3  | 21,6 | 37,5 | 36,8 | 66,7 | 1,6 | 1,8 | 0,2 | 0,0 | 6,6 |
| 2010     | San Antonio Spurs | 6  | 0  | 10,2 | 8,3  | 14,3 | -    | 0,7 | 0,3 | 0,2 | 0,0 | 0,5 |
| 2011     | N.Y. Knicks       | 3  | 0  | 18,3 | 38,9 | 38,5 | -    | 1,3 | 1,0 | 0,3 | 0,0 | 6,3 |
| Carriera | Carriera          | 24 | 3  | 17,0 | 36,8 | 33,3 | 76,5 | 1,0 | 0,9 | 0,3 | 0,0 | 5,3 |